# Схема тела
Схе́ма те́ла — конструируемое мозгом внутреннее представление, модель тела, отражающая его структурную организацию и выполняющая такие функции, как определение границ тела, формирование знаний о нём как о едином целом, восприятие расположения, длин и последовательностей звеньев, а также их диапазонов подвижности и степеней свободы. В основе схемы тела лежит совокупность упорядоченной информации о динамической организации тела субъекта.

## Схема тела и образ тела
Важно отметить различие между понятиями «схема тела» и «образ тела», неверное употребление и смешение которых нередко встречается в литературе. Под схемой тела понимается неосознаваемое внутреннее представление, совокупность информации о структурной организации тела, о его динамических характеристиках, текущем и изменяющемся положении его частей. Это представление играет важную роль в процессах поддержания и регулирования позы, а также при организации движений. Образом тела называют осознаваемое субъектом ментальное представление о собственном теле.

## Истоки представлений
Источниками представлений о схеме тела явились наблюдения с древности известного и впервые описанного в XVI веке Амбруазом Паре феномена фантома ампутированной конечности, а также клинические наблюдения пациентов с определёнными видами церебральной патологии, у которых возникали искажения в представлениях о собственном теле и окружающем пространстве.
В 1911 году Х. Хэдом и Г. Холмсом было предложено близкое к современному определение схемы тела как формирующегося в коре головного мозга в ходе синтеза различных ощущений представления о величине, положении и взаимосвязи частей тела. Исследователи также предполагали, что схема тела служит для преобразования сенсорной информации, необходимого как для восприятия, так и для планирования и организации движений.

## Современные подходы к изучению

### Наблюдение фантома ампутированных конечностей
Богатый опыт клинических наблюдений фантома ампутированных конечностей позволил выявить следующие важные особенности, доказывающие связь этого явления с существованием в центральной нервной системе человека модели схемы тела:
- после ампутации конечности фантомные боли встречаются в более чем 90 % случаев — следовательно, они не являются патологиями психики, а есть отражение наличия представления конечности в схеме тела;
- существуют описания фантомных болей в случае врождённого отсутствия конечности, что указывает на наличие врождённой основы у схемы тела;
- фантомные боли чаще являются следствием ампутации тех звеньев, которые способны к произвольным движениям (то есть при ампутации конечностей); кроме того, у фантома наиболее отчётливо воспринимаются дистальные (то есть более отдалённые от серединной плоскости тела) отделы удалённой конечности, которые имеют богатую сенсорику и большую подвижность;
- у некоторых пациентов после ампутации сохраняются иллюзии возможности осуществления движения ампутированной конечностью, а также она может учитываться при планировании действий, что подтверждает представление о наличии внутренней модели, необходимой для организации движений.

### Нарушения схемы тела при корковых поражениях
При определённых поражениях головного мозга возникают нарушения в восприятии пространства и собственного тела, свидетельствующие в пользу существования внутренней модели схемы тела. Так при поражениях правой теменной доли возникают нарушения представлений о принадлежности частей тела, об их размерах и форме. В качестве примеров подобных искажённых представлений о своём теле можно перечислить следующие случаи: отрицание принадлежности больному парализованных конечностей, иллюзорные движения неподвижных конечностей, отрицание пациентом дефекта, фантомные дополнительные конечности. Также может наблюдаться такое явление, как геминеглект — игнорирование больным контрлатеральной поражённой области коры головного мозга половины пространства и тела (например, при выполнении таких действий, как умывание, одевание). При поражениях области теменно-височного соединения, помимо нарушения способности поддерживать равновесие, могут наблюдаться явления так называемого «выхода из тела». Кроме того, нарушения в восприятии собственного тела и его частей могут возникать у человека в изменённых состояниях сознания: под действием галлюциногенов, гипноза, сенсорной депривации, во сне.

### Изучение схемы тела в норме
Исследования по изучению схемы тела проводились и в норме. В условиях ишемической деафферентации (то есть в условиях блокады проведения импульсов от кожных, суставных и мышечных рецепторов, которая достигается путём сдавливания плеча пневматической манжеткой) вполне здоровых людей и при выключенном зрении наблюдалось порой довольно сильное рассогласование реального и воспринимаемого положений конечности, названное «экспериментальным фантомом». При этом также происходило иллюзорное «укорочение» воспринимаемой испытуемыми руки. А когда испытуемых просили совершить движение ишемизированной рукой, то они планировали действие не исходя из реального положения руки, а опираясь на её представление в схеме тела.

## Особенности модели схемы тела

### Надмодальная организация
Модель схемы тела получает на входе сенсорную информацию различных модальностей. Тот факт, что для субъекта не существует восприятия тела и его частей по отдельности для каждой сенсорной системы, то есть, например, воспринимается рука в целом, а не отдельно зрительная, тактильная и т. п., свидетельствует о надмодальной организации схемы тела.

### Системы отсчёта
Для поддержания позы и контроля за положением тела производится регуляция сегментов тела друг относительно друга или стабилизация всего тела относительно внешних ориентиров, внешней опоры. Представляется вероятным, что единая модель схемы тела может конструироваться на основе многочисленных промежуточных репрезентаций положения одних частей тела относительно других. Такое предположение подтверждается экспериментами, результаты которых показали, что, в зависимости от двигательной задачи, могут выбираться различные системы отсчёта: например, связанная с корпусом, с головой или с каким-либо объектом окружающего пространства.

### Способность схемы тела к «увеличению»
Интересной особенностью модели схемы тела является её способность к «увеличению»: она может распространяться на орудие, предмет, при помощи которого субъект совершает действие. Так во время игры в теннис в схему тела включается ракетка, а при работе за компьютером — компьютерная мышь.